# Actus essendi
Actus essendi è un'espressione latina coniata da san Tommaso d'Aquino (1225-1274). Tradotto come "atto di essere", l'actus essendi è un fondamentale principio metafisico scoperto da d'Aquino mentre stava sistematizzando l'interpretazione cristiana neoplatonica di Aristotele. Il principio metafisico dell'actus essendi trova fondamento in Esodo 3:14, nella frase "Io sono colui che sono", nonché nel mondo in cui gli esseri umani percepiscono l'essenza di Dio. San Tommaso ragionò intorno al fatto che tale essenza non è percepita come un portato dei sensi, bensì solamente in modo indiretto, in misura al grado di partecipazione umana all'atto divino di essere, vale a dire agli effetti dell'opera di Dio sul mondo. Questa distinzione fra l'essenza e le operazioni di Dio riflette la posizione dei Padri cappadoci.
Il concetto era già presente in Platone, nel platonismo antico (Filone di Alessandria, Plutarco, Numenio di Apamea) e nel Neoplatonismo. Tommaso lo mutuò da sant'Agostino, dallo pseudo-Dionigi e dal Liber de causis, distanziandosi poi dalla loro concezione espressa nello scritto giovanile De ente et essentia. Egli divenne un interprete originale di questo concetto e il suo principale sviluppatore.

## Descrizione
San Tommaso si accorse che in ogni cosa sussistente ed extramentale (vale a dire che esiste anche al di fuori della mente), si può trovare una coppia di principi metafisici: l'essenza che rende la cosa sussistente ciò che è; e l'actus essendi che dà alla cosa sussistente e alla sua essenza la propria esistenza in atto.
L'osservazione secondo la quale le cose sussistenti particolari appaiono come istanze di una particolare essenza indusse l'Aquinate a postulare che ciò che trasmette l'esistenza attuale a una cosa sussistente e alla sua essenza -cioè l'actus essendi- sia unico, nel senso che la perfezione dell'actus essendi non è comune nel modo in cui è comune e condivisa la perfezione dell'essenza.
Ad esempio, le cose sussistenti che istanziano l'essenza della cavallinità (che sono i cavalli reali) sono detti simili a motivo della loro cavallinità. L'essenza della cavallinità è ciò che pone i cavalli all'interno di una comune categoria.
Invece, le cose sussistenti che istanziano la perfezione dell'actus essendi sono dette differenti a seconda del proprio actus essendi: il possesso dell'actus essendi è ciò che rende una cosa sussistente differente e distinta dalle altre cose sussistenti.
In altre parole, in ciò che esiste in atto come una cosa sussistente extramentale, esiste un'essenza che la rende ciò che è (il cavallo, ad esempio) e l'actus essendi che rende la cosa sussistente una cosa reale, individuale ed esistente. L'actus essendi è il principio di individuazione.
Aristotele non aveva la nozione di actus essendi. Infatti, l'albero delle essenze aristoteliche o delle idee platoniche si fermava all'individualità (alla cavallinità, anche di un cavallo in particolare e riproducibile) senza giungere all'individuo (il singolo cavallo, unico e irripetibile, realmente esistente e sussistente): la questità fu aggiunta solamente da Duns Scoto. Tommaso d'Aquino si accorse che queste idee non erano ancora atto puro, bensì in potenza rispetto all'individuo che veniva ad essere mediante l'actus essendi.
San Tommaso asserì che l'actus essendi è "l'atto di tutti gli atti, la perfezione di tutte le perfezioni" e un "effetto proprio di Dio". La metafisica di Aristotele non raggiunse questo vertice.
Papa Giovanni Paolo II insistette che:
(Giovanni Paolo II, Discorso al Pontificio Ateneo Angelicum, Roma 17 novembre 1979)
Tommaso d'Aquino definì Dio come Ipse Actus Essendi subsistens, l'atto stesso sussistente dell'essere.
La nozione di Actus essendi permise a Tommaso di spiegare la natura spirituale e finita degli angeli senza associare ad essi alcuna natura materiale, diversamente da quanto avevano fatto altri Scolastici prima di lui. Secondo il tomismo, nelle creature esiste una doppia composizione: una composizione fisica di materia e forma, e una composizione metafisica di essenza ed esistenza (o Actus essendi). Gli angeli sono enti di pura forma, privi di materia, ma composti di essenza ed esistenza. Differiscono quindi da Dio nel quale unicamente l'essenza e l'esistenza si identificano, e che è essere semplicissimo, privo di qualsiasi composizione. Poiché sono composti di essenza e di esistenza, e ricevono l'esistenza dall'essenza divina, gli angeli sono quindi enti finiti.
Anche l'anima umana dispone di un proprio actus essendiche è distinto e autonomo dall'atto di essere del corpo, sebbene siano contemporanei. Tale distinzione e autonomia del proprio atto di essere conferisce un solido fondamento ontologico alla sua immortalità: anche al momento della morte, quando l'atto di essere del corpo cessa di essere donato da Dio e l'anima si separa dal corpo, l'anima conserva il proprio atto di essere. Seppure grazie a un dono divino che sarebbe revocabile se Dio lo volesse, l'essenza e l'esistenza dell'anima sono indissolubilmente uniti per sempre come negli angeli. Angeli e anima sperimentano il mutamento, ma non la corruzione o la morte.

## Origine del concetto
Étienne Gilson e Cornelio Fabro ritengono che l'Actus essendi sia la scoperta filosofica più originale di Tommaso. 
Invece, Pierre Hadot ha studiato un commento anonimo del Parmenide di Platone contenuto in un manoscritto di Torino che Hadot attribuì a Porfirio. Inoltre, è stata scoperta in Plotino la distinzione tra ente ed essere ed il concetto di essere come puro agire.
Tutto ciò ha indotto a ritenere che l'Actus essendi sia "un'eredità del Neoplatonismo, trasmessa a Tommaso da Agostino, dallo pseudo-Dionigi e dallo pseudo-aristotelico Liber de causis.

## Ente ed atto d'essere
Il participio presente latino ens indica ciò che è (ens est id quod est, nel senso del soggetto che sta-essendo adesso (ad esempio l'ente "studente" indica un soggetto indeterminato che ora, in questo momento sta studiando). Non è noto chi o che cosa il soggetto sia: ciò è specificato dal soggetto della frase e non dal verbo al participio.
Inoltre, l'ente è ciò che possiede l'atto di essere, non perché ente ed atto d'essere siano la stessa, ma perché ogni ente riceve il proprio atto d'essere da Dio o, in termini equivalenti, partecipa dell'essere divino (che è Esse ipsus subsistens, o esse in senso intensivo). 
Un cane, un gatto, una roccia sono tutti enti. Tuttavia, la parola "ente" non ha lo stesso significato di "realtà" o "cosa" (res), che indicano la quiddità o essenza (che è potenza) di un ente. L'ente indica ciò che ha l'essere.

## Actus essendiedexistentia
Il termine latino existentia compare nel Commentario alle sentenze, nella Summa contra Gentiles, nel De Veritate e nel Commento alle metafisiche. In tutti i testi, non ricorre mai come sinonimo dell''esse in senso forte e intensivo, dell''esse ut actus: Tommaso non parla mai di actus existendi o di composizione, altrimenti detta anche "distinzione reale", fra essentia ed existentia. L'esistenza, che in pratica è una categoria estranea al pensiero tomista, indica l'essere in senso debole (esse logico, esse come contenuto formale o come attualità formale), "la realtà di fatto di qualche cosa, della sua appartenenza al mondo reale e non a quello immaginario o al mondo delle idee". Pietro di Tarantisia fu il primo a usare in modo promiscuo esse, esse actuale e actus existendi.
Jacques Maritain identificò erroneamente l'Actus essendi con ciò che esiste e può essere colto nell'esperienza sensibile. Al contrario, l'Atto di esistere non è un dato immediato dell'esperienza sensibile, bensì la perfezione di ogni atto.
Se l'ente è ciò che si conosce per primo ed ha quindi il primato gnoseologico (è detto anche primum cognitum, vale a dire ciò che si conosce per primo), l'Atto di essere ha il primato ontologico, essendo l'ente nella sua piena, massima, più compiuta attuazione della sua essenza.

## Il Verbo
La Scolastica sosteneva che vi fosse un unico atto di essere in Cristo, quello del Verbo.
La natura umana assunta dal Verbo è an-ipostatica (senza ipostasi o persona umana indipendente dal Verbo). Al contrario, la natura umana viene assunta con l'Incarnazione nella persona preesistente del Verbo divino. Quindi, l'assunzione della natura umana non è la ricezione di un secondo actus essendi per il Verbo divino.